# Homalenotus
Genre
Synonymes
- Sclerosoma Lucas, 1858

Homalenotus est un genre d'opilions eupnois de la famille des Sclerosomatidae.

## Distribution
Les espèces de ce genre se rencontrent en Europe et en Afrique du Nord.

## Liste des espèces
Selon World Catalogue of Opiliones (17/05/2021) :
- Homalenotus armatus (Roewer, 1915)
- Homalenotus buchneri (Schenkel, 1936)
- Homalenotus coriaceus (Simon, 1879)
- Homalenotus graecus Roewer, 1957
- Homalenotus laranderas Grasshof, 1959
- Homalenotus machadoi (Rambla, 1968)
- Homalenotus monoceros Koch, 1839
- Homalenotus oraniensis (Lucas, 1846)
- Homalenotus quadridentatus (Cuvier, 1795)
- Homalenotus remyi (Roewer, 1957)

## Publication originale
- C. L. Koch, 1839 : Übersicht des Arachnidensystems. Nürnberg, Heft 2, p. 1-38 (texte intégral).